# 搭堂なつ
搭堂 なつ（とうどう なつ、1973年2月15日 - ）は、日本のタレントであり、歌手である。
1973年（昭和48年）、北海道に生まれた。1998年（平成10年）、7,525人の応募者のなかから1999年度の 『クラリオンガール』に選出された。音響機器メーカー・クラリオンのキャンペーンガールであった 『クラリオンガール』は、1997年から「何かしら目標を持ち、それに突き進む女性」という選考基準による 『クラリオンガールスカラーシップ』に変わっており、「人を感動させられるシンガー」を志望していた搭堂が選ばれたという。1999年には、『クラリオンガール』の審査員であったシンガーソングライター・平松愛理のプロデュースによって、シングルCD 『ドアの向こう』を発売した。同曲はテレビ番組 『64マリオスタジアム』（テレビ東京）のエンディングテーマとして使われた。
また、ラジオ番組 『MBSヤングタウン』（MBSラジオ）のパーソナリティーを務めたほか、1999年（平成11年）には、自身の冠番組であるラジオ番組 『搭堂なつのドーナツパーティ』（FM横浜）にレギュラー出演していた。

## ディスコグラフィー

### シングル
- ドアの向こう（1999年4月21日、徳間ジャパンコミュニケーションズ）